# Коберн Фарр
Коберн Фарр (англ. Coburn Pharr; 27 августа 1962, Корона, Калифорния — 25 февраля 2025) — американский певец, музыкант, наиболее известный своим участием в канадской трэш-метал-группе Annihilator. До этого пел в рок-группах Prisoner и Omen.

## Биография
Коберн Э. Фарр родился 27 августа 1962 года в Короне, штат Калифорния.
В 1985 году создал группу Prisoner, в которую вошли гитарист Джози Стил, басист Хуан Дибонья и барабанщик Кэм Дено. В следующем году вышел единственный альбом группы «Rip It Up», а 1987 году она распалась. В том же году Коберн присоединился к Omen, в которой пел до распада группы в декабре 1989 года.
В январе 1990 года заменил Рэнди Рэмпейджа покинул в составе Annihilator. Во время записи альбома «Set the World on Fire» (1993) Коберн разругался с гитаристом Джеффом Уотерсом и вскоре покинул Annihilator.
После этого Фарр занялся бизнесом по производству пластмасс, дослужившись до поста вице-президента фирмы по литью пластика высокого давления. В 2014 году Фарр воссоединился с Annihilator в их туре «70 тысяч тонн металла» (70 000 Tons Of Metal).
Скончался 25 февраля 2025 года в возрасте 62 лет.

## Дискография
с Prisoner
- Rip It Up (1986)

с Omen
- Escape to Nowhere (1988)

с Annihilator
- Never, Neverland (1990)
- Set the World on Fire (1993) (написание песен)
- Bag of Tricks (1994) (треки 6–10, 12–13
- In Command (Live 1989-1990) (1996) (треки 6–14)
- Alice in Hell/Never, Neverland (2003) (треки 13–25)